# Öråns SK
Öråns SK är en idrottsförening i Lycksele i Sverige, bildad 1970. Damerna blev svenska lagmästarinnor säsongen 1998/1999.

### Fotnoter
1. ↑  ”Öråns SK”. Öråns SK. Arkiverad från originalet den 16 februari 2015. https://web.archive.org/web/20150216154855/http://www6.idrottonline.se/OransSK/Foreningen/Klubbinfo/. Läst 16 februari 2015.
2. ↑  ”Alla segrare”. Svenska Bordtennisförbundet. Arkiverad från originalet den 14 oktober 2013. https://web.archive.org/web/20131014144752/http://iof1.idrottonline.se/SvenskaBordtennisforbundet/ResultatStatistik/Nationellt/SM/Allasegrare1925-2013/. Läst 16 februari 2015.